# Одибон (город, Миннесота)
Одибон (англ. Audubon) — город в округе Бекер, штат Миннесота, США. На площади 1,5 км² (1,5 км² — суша, водоёмов нет), согласно переписи 2002 года, проживают 445 человек. Плотность населения составляет 295 чел./км².
- Телефонный код города — 218
- Почтовый индекс — 56511
- FIPS-код города — 27-02728[1]
- GNIS-идентификатор — 0639504[2]